# Merijn Vunderink
Merijn Vunderink (Tilburg, 19 april 1970) is een Nederlands speedskiër. Met een snelheid van 243,900 km/u is hij Nederlands recordhouder. Hij is de meest succesvolle Nederlander ooit in deze discipline.
Vunderink is vanaf 1998 actief met het speedskiën. In 1999 deed hij mee aan zijn eerste race, in Pullinki, Zweden. In 1999 boekte hij zijn eerste succes in de wereldbeker, met een vierde plaats tijdens de wereldbekerwedstrijd in Bielmonte, Italië. Dat jaar eindigde hij op een achtste plaats in het eindklassement. Op 31 maart 2004 in Hundfjället, Zweden won hij de wereldbekerwedstrijd. In het online-archief van de FIS dat teruggaat tot 2000, staan bij hem 23 deelnames aan wereldbekerwedstrijden genoteerd waarvan een podiumplaats op 12-02-2005 in Goldeck, Oostenrijk.
In 2003 (13e), 2005 (4e), 2007 (13e) en 2009 (11e) deed hij mee aan het wereldkampioenschap.
Naast de genoemde wedstrijden die door de FIS worden georganiseerd draait Vunderink ook mee in het Pro Mondial-circuit.
In 2002 brak hij het Nederlandse record voor de eerste keer. In Les Arcs, bracht hij op 30 april 2005 het record op 243,900 km/u. Hiermee staat hij 17e op de ranglijst aller tijden.